# トゥメン
トゥメン(モンゴル語:ᠲᠦᠮᠡᠨ,Түмэн,転写:Tümen,中国語: 圖們)とは、モンゴル系・テュルク系民族の間で用いられる軍事・行政集団の単位。元来はテュルク・モンゴル系言語で「1万」を指す言葉で、転じて「1万人の軍隊を出すことのできる集団」をも意味する。中国を始めとする漢字文化圏では万戸、万人隊とも訳される。

## 概要
モンゴリアにおける遊牧国家では古くから十進法に基づいて10人、100人、1000人、10000人を軍隊編成上の基本単位としてきた。また国民皆兵を基本とする遊牧国家では軍政と行政が密接に結びついていたため、この軍事編制単位がそのまま行政上の単位としても用いられた。
このような十進法に基づく軍事・行政組織の歴史は古く、紀元前の匈奴時代に遡る。匈奴では軍事・行政の最大単位を「一万」とし、一万の軍隊を動員できる長官を「万騎」と称していた。
チンギス・カンが創始したモンゴル帝国においても十進法に基づく行政・軍事組織が用いられ、モンゴル軍は1000人を基本的な軍政・行政単位として扱う「千戸制」を定制としていた。モンゴル軍は1206年時点で129の千人隊、即ち12万9千人の騎兵から成っていたと記されているが、チンギス・カンの功臣として知られるムカリ・ボオルチュは更にこの千人隊を束ねる者として、前者が「左手（左翼）の万戸」を、後者が「右手（右翼）の万戸」を統べるようチンギス・カンに命ぜられている。
大都が陥落し北元時代に入ると、クビライ家の断絶やオイラトとの抗争によって「モンゴル・ウルス」は分裂・衰退した。このために「ウルス」という枠組みが緩む一方、かつての「トゥメン」が独立・強大化しトゥメンそのものがウルス（＝国家、部族）としての側面も持つようになった。
モンゴリアを再統一したダヤン・ハーンの時代、ハーン麾下の有力部族は大きく六つに分けられていたが、これをモンゴル語年代記では「ダヤン・ハーンの六トゥメン（万戸）」と表現している。「ダヤン・ハーンの六トゥメン」は左翼のチャハル・ウリヤンハン・ハルハと右翼のオルドス部・トゥメト・ヨンシエブから成り、その一部（チャハルやオルドス部）は近現代においてもその名を行政区画の名称として残している。